# Тресковые
Треско́вые (лат. Gadidae) — семейство лучепёрых рыб отряда трескообразных, обитающее в пресных и солёных водоёмах северного полушария. За исключением налима, все виды морские.
Плавники тресковых не несут колючек. Спинных плавников обычно 2—3. Анальных плавников 1—2. На подбородке, как правило, усик. Чешуя очень мелкая.

## Классификация
Выделяют 4 подсемейства, 20 родов и 56 видов:
Подсемейство Phycinae — 2 рода
- Род Phycis — Нитепёрые налимы — 3 вида
- Род Urophycis — Американские морские налимы — 8 видов

Подсемейство Gaidropsarinae — 3 рода
- Род Морские налимы (Gaidropsarus) — 13 видов
- Род Ciliata — 3 вида
- Род Enchelyopus — монотипический

Подсемейство Lotinae — три рода
- Род Менёк (Brosme)
  - Менёк (Brosme brosme)
- Род Налимы (Lota)
  - Налим (Lota lota)
- Род Molva — Мольвы
  - Molva dypterygia (Pennant, 1784) — Биркеланг, или голубая мольва, или голубая щука
  - Molva macrophthalma (Rafinesque, 1810) — Большеглазая мольва, или средиземноморская мольва, или средиземноморская морская щука
  - Molva molva (Linnaeus, 1758) — Мольва, или морская щука

Подсемейство Gadinae — 12 родов
- Род Мерланги (Merlangius)
- Род Сайды (Pollachius)
  - Люр (Pollachius pollachius)
  - Сайда (Pollachius virens)
- Род Melanogrammus — Пикши
  - Melanogrammus aeglefinus (Linnaeus, 1758) — Пикша
- Род Трески (Gadus)
  - Атлантическая треска (Gadus morhua)
  - Тихоокеанская треска (Gadus macrocephalus)
- Род Eleginus — Наваги
  - Eleginus gracilis (Tilesius, 1810) — Дальневосточная навага
  - Eleginus nawaga (Walbaum, 1792) — Северная навага, или навага
- Род Arctogadus — Арктические трески
  - Arctogadus borisovi Drjagin, 1932 — Восточносибирская треска, или девятипёрка
  - Arctogadus glacialis (Peters, 1872) — Арктическая треска, или ледовая треска
- Род Boreogadus — Сайки
  - Boreogadus saida (Lepechin, 1774) — Сайка
- Род Минтаи (Theragra)
  - Дальневосточный минтай (Theragra chalcogramma)
  - Атлантический минтай (Theragra finnmarchica)
- Род Путассу (Micromesistius)
  - Северная путассу (Micromesistius poutassou)
  - Южная путассу (Micromesistius australis)
- Род Microgadus — Томкоды
  - Microgadus proximus (Girard, 1854) — Тихоокеанский томкод, или американская тресочка
  - Microgadus tomcod (Walbaum, 1792) — Атлантический томкод
- Род Gadiculus  — Гадикулы
  - Gadiculus argenteus Guichenot, 1850 — Глубоководный гадикул, или большеглазая тресочка
- Род  Trisopterus Rafinesque, 1814 — Капеланы, или пауты, или тресочки, или люски
  - Trisopterus capelanus Lacepède, 1800) — Средиземнопорский капелан
  - Trisopterus esmarkii (Nilsson, 1855) — Тресочка Эсмарка
  - Trisopterus luscus (Linnaeus, 1758) — Французская тресочка, или люска
  - Trisopterus minutus (Linnaeus, 1758) — Обыкновенный капелан, или малая тресочка, или маленькая тресочка, или сипика